# كورت كوب
كورت كوب (بالإنجليزية: Curt Cobb)‏ هو سياسي أمريكي، ولد في 28 ديسمبر 1971. انتخب عضو مجلس نواب تينيسي.